# Alfons Dopsch
Alfons Dopsch, född 14 juni 1868 i Lobositz, Böhmen, död 1 september 1953 i Wien, var en österrikisk historiker.
Dopsch blev 1898 professor vid Wiens universitet. Han gav först bidrag till Österrikes historia, men sin berömmelse vann han genom stora, banbrytande verk om den europeiska samhällsutvecklingen under övergangen från forntid till medeltid.

## Bibliografi i urval

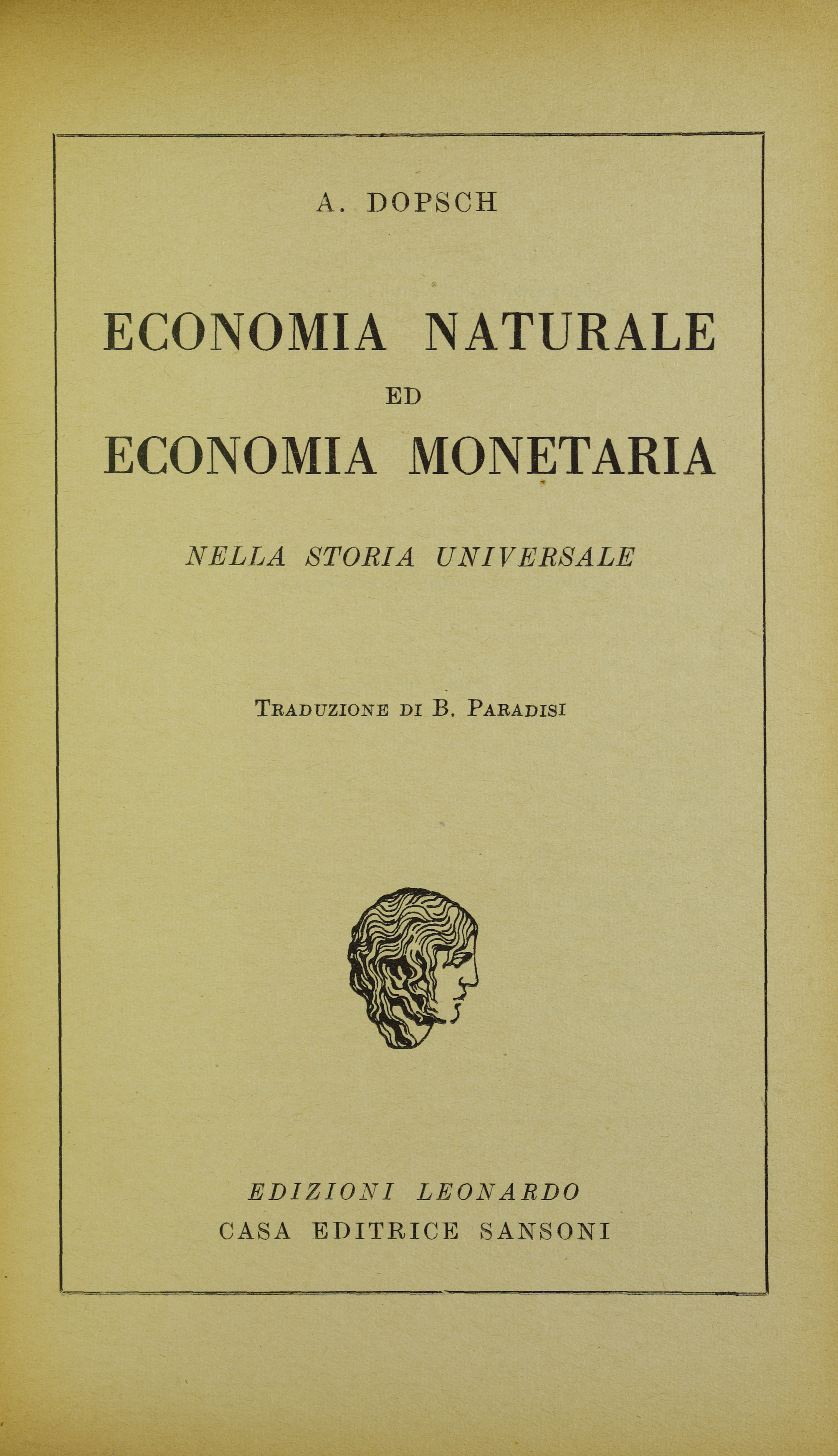
Naturalwirtschaft und Geldwirtschaft in der Weltgeschichte, 1949